# Barrackpore
Barrackpore és un municipi de Bengala Occidental, Índia, capçalera de la subdivisió de Barrackpore i del districte de North 24 Parganas, i un barri perifèric de Calcuta. Antigament es va dir Agarpara i després South Barrackpur per diferenciar-la de North Barrackpur que havia crescut més al nord. Finalment se li va donar el nom oficial de Barrackpore.
Al cens del 2001 tenia 144.331 habitants.

## Història
El primer aquarterament britànic fou construït el 1772 i ben segur va donar nom a la ciutat. Posteriorment els britànics ho van convertir en centre administratiu i residència del virrei a uns 25 km de Calcuta.
El 1824 es va revoltar a la ciutat Sepoy Binda Tiwary. El 1857 fou escenari d'un incident que pogué ser la causa de la revolta d'aquell any; un soldat indi, Mangal Pandey, va atacar el seu comandant britànic i fou jutjat per una cort marcial i executat i el regiment llicenciat.